# Zhang Dingcheng

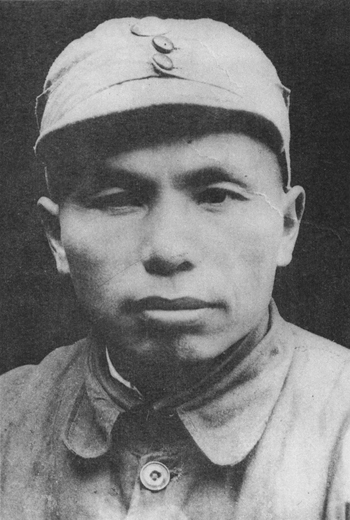
Zhang Dingcheng

Zhang Dingcheng (chinesisch 張鼎丞, Pinyin Zhāng Dǐngchéng; Chang Ting-ch’eng; * Dezember 1898 in Jinsha, Yongding, Fujian; † 16. Dezember 1981 in Peking) war ein chinesischer Politiker der Kommunistischen Partei Chinas (KPCh), der zwischen 1949 und 1954 Sekretär des Parteikomitees der Provinz Fujian sowie Vorsitzender der Regierung von Fujian war. Er war außerdem von 1954 bis 1976 Oberster Staatsanwalt der Volksrepublik China sowie zwischen 1975 und 1981 Stellvertretender Vorsitzender des Ständigen Ausschusses des Nationalen Volkskongresses.

## Leben
Zhang Dingcheng, Sohn eines armen Bauern, war als Volksschullehrer in Dabu tätig und schloss sich 1926 der Kommunistischen Partei Chinas (KPCh) an, als er das unter der Leitung von Mao Zedong stehende Ausbildungsinstitut der Kuomintang (KMT) in Kanton besuchte. Er organisierte eine Bauernbewegung in seiner Heimatprovinz Fujian und führte 1928 einen Aufstand in Jinsha an. Er wurde Vorsitzender des Rates in West-Fujian und 1930 Mitglied des Zentralkomitees der Kommunistischen Partei Chinas (ZK der KPCh). Als solcher unterstützte Mao Zedong in dessen Auseinandersetzung mit Li Lisan. Während des Langen Marsches blieb er in Fujian und schloss sich den Partisaneneinheiten unter Chen Yi und Su Yu an, aus den später die Neue Vierte Armee entstand. Er nahm an dem am 7. Juli 1937 begonnenen Zweiten Japanisch-Chinesischen Krieg und lehrte zwischen 1940 und 1944 an der Zentralen Parteihochschule der Kommunistischen Partei Chinas in Yan’an. In der Endphase des Chinesischen Bürgerkrieges fungierte er zwischen 1948 und 1949 als stellvertretender Befehlshaber der Volksbefreiungsarmee in Huadong, die Ostchinesische Region, sowie zugleich als stellvertretender Befehlshaber der Dritten Feldarmee unter Chen Yi.
Wenige Wochen von der Gründung der Volksrepublik China wurde Zhang im August 1949 Sekretär des Parteikomitees der Provinz Fujian sowie Vorsitzender der Regierung von Fujian und behielte diese Funktionen bis zu seiner Ablösung durch Ye Fei im Oktober 1954. In diesen Funktionen war er zwischen 1949 und 1954 auch Mitglied des Parteibüros für Ostchina und wurde 1951 darüber hinaus Vorsitzender des Komitees für Landreformen in Fujian. 1954 wurde er erstmals Mitglied des Nationalen Volkskongresses und gehörte diesem bis zu seinem Tode 1981 an.
Am 25. September 1954 übernahm Zhang Dingcheng als Nachfolger von Luo Ronghuan den Posten als Oberster Staatsanwalt der Volksrepublik China und hatte diesen bis zum 21. Januar 1976, wobei Huang Huoqing erst am 21. März 1978 diesen Posten übernahm. Er wurde auf dem VIII. Parteitag der KPCh (15. bis 27. September 1956) zum Mitglied des ZK gewählt. Auf dem Plenum des ZK wurde er während der Kulturrevolution am 12. August 1966 ins Sekretariat des ZK gewählt. Während dieser Zeit reorganisierten die Roten Garden die Provinzregierung von Fujian, um ein „Bündnis“ zwischen den Roten Garden, der Volksbefreiungsarmee und den „zuverlässigen Kadern“ herzustellen und Parteiführer zu entfernen, „die den kapitalistischen Weg gehen“. Auf dem IX. Parteitag der KPCh (1. bis 24. April 1969) wurde er abermals ins ZK der KPCh wiedergewählt und gehörte diesem Führungsgremium der Partei nach seinen Wiederwahlen auf dem X. Parteitag (24. bis 28. August 1973) sowie auf dem XI. Parteitag (12. bis 18. August 1977) bis zu seinem Tode am 16. Dezember 1981 an.
1975 wurde Zhang außerdem Stellvertretender Vorsitzender des Ständigen Ausschusses des Nationalen Volkskongresses und bekleidete dieses Amt ebenfalls bis zu seinem Tode 1981. Er war als solcher eine der Vize-Staatspräsidenten der Volksrepublik China. Nach der durch den Tod des Vorsitzenden des Ständigen Ausschusses des Nationalen Volkskongresses Zhu De am 6. Juli 1976 entstandenen und bis zum 5. März 1978 dauernden Vakanz gehörte sie damit neben den anderen Stellvertretenden Vorsitzenden Wu De, Song Qingling, Liu Bocheng, Wei Guoqing, Səypidin Əzizi, Chen Yun, Nie Rongzhen, Cai Chang, Ngapoi Ngawang Jigmê, Zhou Jianren, Xu Deheng, Hu Juewen, Li Suwen, Yao Lianwei und Deng Yingchao zu den Personen, die das Amt des Staatspräsidenten der Volksrepublik China im Kollektiv wahrnahmen.

## Hintergrundliteratur
- Edgar Snow: Roter Stern über China, S. 551 f., MaroVerlag, Augsburg 1993, ISBN 3-87512-215-1